# 折柄茶属

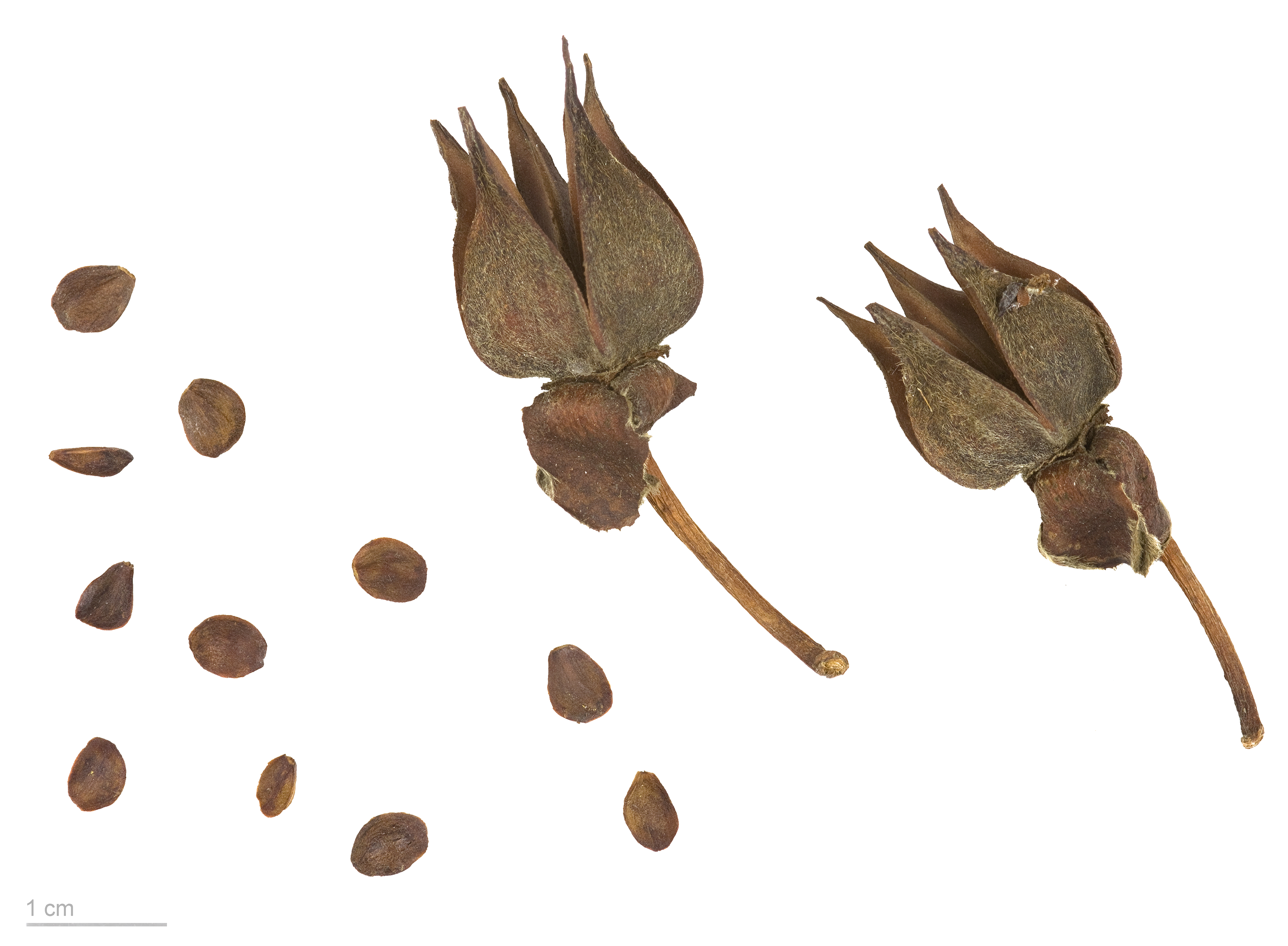
Stewartia koreana

折柄茶属（学名：Hartia ）是山茶科下的一个属，为灌木或乔木植物。该属共有14种，分布于东亚。
本属模式种：折柄茶 H. sinensis Dunn
本属和紫茎属Stewartia非常接近，但是顶芽无鳞苞，直接藏在有翅而对折的叶柄内；叶常绿，并在每年春季开花前全部脱落，换发新叶；胚珠每室4-6个，蒴果有短的中轴；苞片较小，花后脱落；而紫茎属Stewartia则相反，芽有鳞苞，叶脱落或半脱落，叶柄无翅，胚珠2个，苞片大于萼片，宿存；蒴果的中轴不明显。紫茎属可能是从折柄茶属分化出来的。